# Pitbull (rapper)
Armando Christian Pérez (n. 15 ianuarie 1981), mai bine cunoscut ca Pitbull, este un rapper, cântăreț, textier și actor american. Prima lui melodie a apărut în 2002 pe albumul lui Lil Jon, Kings of Crunk, ca mai apoi să își lanseze în 2004 albumul de debut cu numele M.I.A.M.I. (prescurtarea pentru Money Is A Major Issue) la casa de discuri TVT Records. După asta a mai lansat două albume, El Mariel în 2006 și The Boatlift în 2007. De asemenea a fost gazdă a show-ului în limba spaniolă La Esquina de pe canalul Mun2 până în 2009.

## Viața și cariera

### Începutul vieții și al carierei
Pitbull s-a născut din părinți cubanezi, expatriați în Miami, Florida. Perez a fost influențat atât de poetul cubanez José Martí cât și de Miami bass, un gen de muzică hip-hop. Părinții săi s-au despărțit când el era încă mic, fiind crescut de mama sa. Mai târziu a stat la o familie adoptivă în Roswell, Georgia. A început să cânte rap în liceu fiind inspirat de Nas, The Notorious B.I.G. și Big Pun. După ce a absolvit studiile liceale, s-a concentrat pe cariera de rapper. După ce s-a întâlnit cu Irv Gotti, Pitbull l-a cunoscut pe Luther Campbell de la 2 Live Crew, care l-a încurajat să participe la rap battle la radio. 
Perez a declarat că și-a ales acest nume de scenă datorită unui prieten care l-a asemuit acestei rase de câini—un luptător care nu înțelege verbul „a pierde”. În 2004 Pitbull și-a lansat albumul de debut M.I.A.M.I., al cărui melodie principală este „Culo”, produs de Lil Jon și de Diaz Brothers. Acesta a ajuns pe locul 32 în Billboard Hot 100 și 11 în topul Hot Rap Tracks. Alte single-uri incluse: „Dammit Man”, „Back Up”, „Toma”, și „That's Nasty” (ambele realizate cu Lil Jon). Apoi începe Anger Management Tour în 2005, turneu de concerte care îi are drept capuri de afiș pe Eminem și 50 Cent. Pitbull, de asemenea, a apărut în melodia celor de la Ying Yang Twins, „Shake”, care a ajuns pe locul 41 în Hot 100, a apărut în piesa celora de la Twista, și-anume „Hit the Floor" (locul 94 în Hot 100). Albumul remixat numit Money Is Still a Major Issue a fost lansat în noiembrie 2005 și a inclus o melodie în plus numită „Everybody Get Up”, un duet cu grupul hip-hop/R&B Pretty Ricky.
TVT Records, casa de discuri de atunci a lui Pitbull, și Slip-N-Slide Records au avut anumite dispute despre lansarea albumului Welcome to the 305, un album nelansat încă, ce a fost înregistrat în 2001 cu Slip-N-Slide Records. Un judecător din Miami a decis ca Slip-N-Slide Records să lanseze albumul iar un tribunalul districtual din Statele Unite a confirmat decizia. În martie 2007 TVT a trebuit să plătească către Slip-N-Slide Records 9,1 milioane dolari pentru că a blocat lansarea albumului.
În ianuarie 2006 el a fost invitat să joace în serialul de televiziune South Beach. Tot în 2006 el a înregistrat Nuestro Himno în colaborare cu Wyclef Jean, Carlos Ponce și Olga Tañón. Pe Listennn... the Album, albumul de debut a unui membru Terror Squad cu DJ Khaled, Pitbull a avut două melodii „Holla At Me” și „Born-n-Raised” alături de alți rapperi latini.

### 2006:El Mariel
El Mariel a fost al doilea album al lui Pitbull care a fost lansat în octombrie 2006. Titlul a făcut referire la vasul care a cărat refugiați cubanezi în Miami, în filmul Scarface. A dedicat albumul tatălui său, care a murit în acel an în mai. Alături de piesele obișnuite de petrecere, Pitbull a inclus și melodii cu tentă politică în cel de al doilea album. Albumul a fost lansat la data de 31 octombrie 2006 și a inclus melodiile „Bojangles”, „Ay Chico (Lengua Afuera)”, „Fuego”, și duetul cu cântărețul puertorican  Ken-Y, „Dime (Remix)”. El Mariel a fost în topul Billboard la capitolul albume independente, urcând până pe poziția a 17-a în Billboard 200 și locul 2 la categoria de piese rap.

### 2007–2008:The Boatlift
Al treilea album al lui Pitbull The Boatlift a fost lansat în noiembrie 2007 cu single-ul „Secret Admirer” în colaborare cu Lloyd pe refren. Mai devreme de a-l lansa a declarat că acest album este mai mult gangsta rap decât cele care au fost înainte. Alte melodii incluse au fost „Go Girl” cu Trina și „The Anthem” în colaborare și produsă de Lil Jon, acel cântec a preluat versuri din „El Africano” de Wilfrido Vargas și ritmul de la melodia „Calabria” de Rune RK. „Go Girl” a urcat până pe locul 80 în Billboard Hot 100 și 36 la categoria Hot Rap Tracks; „The Anthem” s-a poziționat pe 36 în Hot 100 și locul 11 în Hot Rap Tracks.
Pitbull's La Esquina este show-ul de televiziune care a debutat pe Mun2 în mai 2007. Pe 21 decembrie 2007 a fost arestat pentru că a condus beat, a plătit o cauțiune de 1000 de dolari și a pledat nevinovat. Acesta a fost ulterior achitat pentru acuzație. Pitbull a apărut și în melodia lui DJ Laz „Move Shake Drop” și pe a lui DJ Felli Fel „Feel It”.

### 2009:Rebelution
Pentru ultimul său album Rebelution, Pitbull a lansat melodii prin Ultra Records: „Krazy” (cu Lil Jon) și „I Know You Want Me (Calle Ocho)” după ce fosta lui casă de discuri a dat faliment. „Krazy” a ajuns pe locul 30 în Hot 100 și 11 la categoria Hot Rap Track. „I Know You Want Me” a ajuns pe locul 2 în Hot 100 și a ajuns în top 10 în topurile din Marea Britanie, Canada, Italia și Olanda. Melodia a ajuns pe locul 1 în Franța și în European Hot 100 conform revistei Billboard. Mai târziu el a semnat cu Polo Grounds Music prin intermediul Sony Music și și-a creat propria lui casă de discuri Mr. 305 Inc. Alte single-uri incluse „Blanco” cu Pharrell Williams din The Neptunes și „Hotel Room Service”, acesta din urmă a ajuns pe locul 9 în Hot 100. Cu privire la a doua colaborare de la „Go Girl”, Pitbull a apărut pe melodia de debut a rapperului David Rush (fost Young Bo$$), „Shooting Star”, de asemenea, cu Kevin Rudolf și LMFAO. Un filmuleț în care Pitbull îl lovește pe unul dintre fani la un concert în Colorado a ajuns pe internet în luna mai, 2006. Pitbull a declarat pentru MTV News că l-a lovit pentru că arunca bani pe scenă. A fost ales de cei de la Miami Dolphins alături de T-Pain și Jimmy Buffett pentru a lansa un nou cântec de luptă pentru Dolphins.

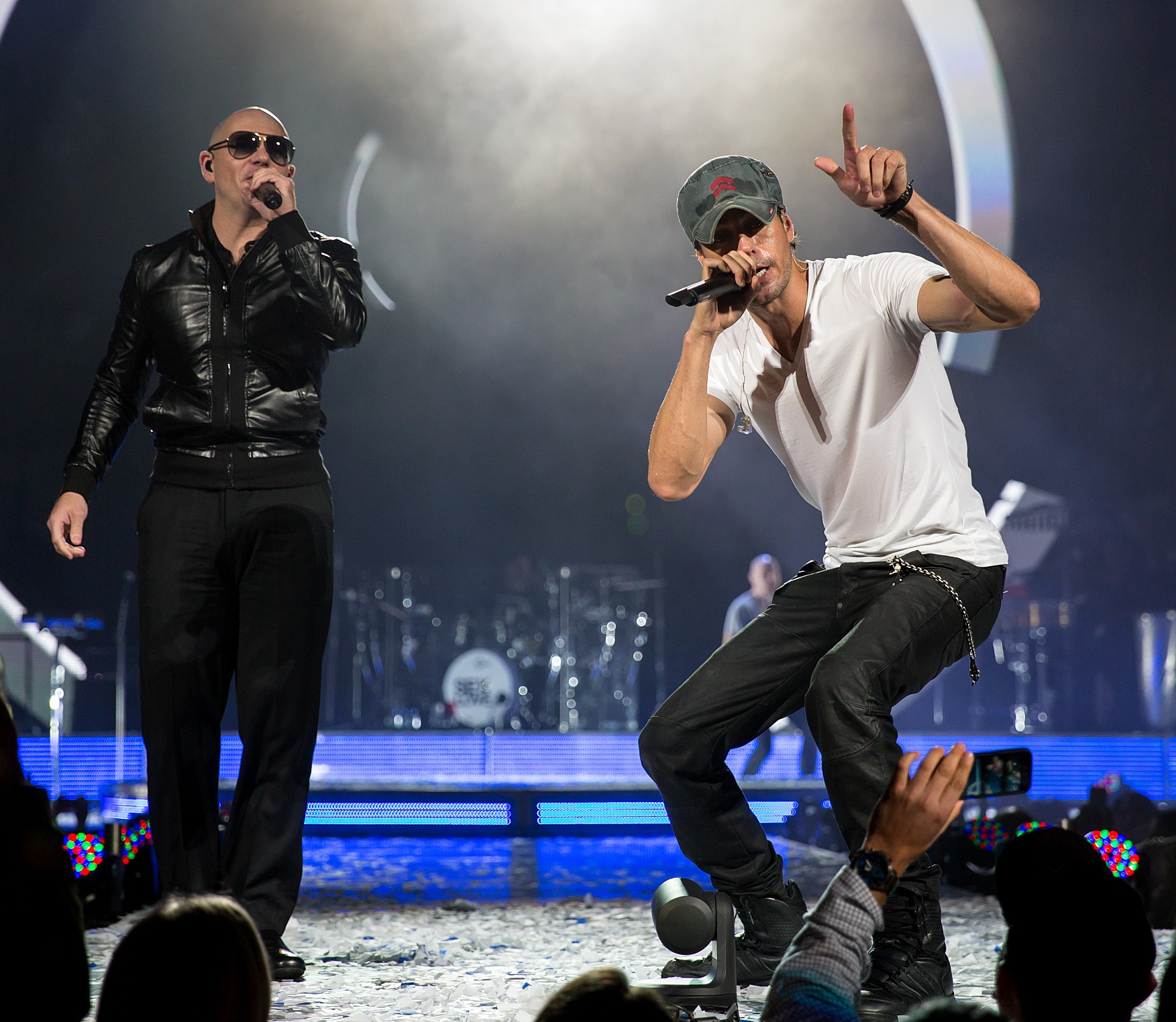
Enrique Iglesias și Pitbull în 2015.

### 2010
Pitbull a mai făcut o colaborare cu Cypress Hill și Marc Antony, cântând melodia „Armada Latina”. A realizat o colaborare și cu Honorebel și Jump Smokers, cântând melodia „Now you see it”, iar de asemenea o colaborare cu cunoscutul Enrique Iglesias pentru melodia „I like it”.

### 2011
Pe 22 martie 2011, Pitbull și-a lansat cel de-al doilea single de pe albumul numit „Give Me Everything”, piesă realizată în colaborare cu Ne-Yo, Afrojack și Nayer. La data de 2 mai, Pitbull a apărut la WWE Monday Night RAW pentru a sărbători ziua de naștere a lui Dwayne „The Rock” Johnson și a cântat noua sa piesă. La data de 1 Noiembrie, Pitbull a mai lansat un single, „Spanish Girl”, în colaborare cu Tony Ray îi K-Flow. În același an Pitbull a lansat melodia „Rain over me” în colaborare cu Marc Anthony.

### 2013
Pe 4 iulie 2013, Pitbull a colaborat pentru prima dată cu un muzician român, pentru piesa „Like A Zombie” cu DJ Hidrro. Pe albumul re-lansat Global Waming: Meltdown din 2013, Pitbull cântă împreună cu artista româncă INNA în piesa „All the Things”. În Iulie 2013, Pitbull a apărut în videoclipul piesei „Habibi I Love You” a cântărețului marocan Ahmed Chawki, alături de formația muzicală românească Mandinga.

## Discografie

### Albume
| Anul                                     | Detaliile albumului | Locul de pe chart | Locul de pe chart | Locul de pe chart | Locul de pe chart |     | Certifications (sales threshold) |
| Anul                                     | Detaliile albumului | US                | US Rap            | US Indie          | CAN               | UK  | Certifications (sales threshold) |
| ---------------------------------------- | --- | ----------------- | ----------------- | ----------------- | ----------------- | --- | -------------------------------- |
| 2004                                     | M.I.A.M.I.: Money Is a Major Issue - Format: CD, casetă, LP, download digital                                            | 14                | 2                 | 1                 | *                 |     | - certificare US: AUR            |
| 2006                                     | El Mariel - Lansat: 17 octombrie 2006 - Format: CD, LP, download digital                                                 | 17                | 2                 | 1                 | *                 |     |                                  |
| 2007                                     | The Boatlift - Lansat: 27 noiembrie 2007 - Format: CD, LP, download digital                                              | 50                | 5                 | 7                 | *                 |     |                                  |
| 2009                                     | Rebelution - Lansat: 31 august 2009 - Format: CD, LP, download digital                                                   | 8                 | 1                 | —                 | 3                 | 142 |                                  |
| 2010                                     | Armando Lansat: 2 noiembrie 2010 Casa de discuri: Mr.305/ Sony Latino. Format: CD, download digital                      | 65                | 6                 |                   |                   |     |                                  |
| 2011                                     | Planet Pit Lansat: 21 iunie 2011 Casa de discuri: Mr.305/ Polo Grounds/ J Records Format: CD, download digital           | 7                 | 2                 |                   | 4                 | 11  |                                  |
| 2012                                     | Global Warming Lansat: 19 noiembrie 2012 Casa de discuri: Mr.305/ Polo Grounds/ RCA Records Format: CD, download digital | 14                | 1                 |                   | 12                | 111 |                                  |
| 2014                                     | Globalization Lansat: 24 noiembrie 2014 Casa de discuri: Mr. 305/ Polo Grounds/ RCA Records Format: CD, download digital | 18                | 3                 |                   | 15                |     |                                  |
| 2015                                     | Dale Lansat: 17 iulie 2015 Casa de discuri: Mr.305/ Sony Latino Format: CD, download digital                             | 97                | 9                 |                   |                   |     |                                  |
| 2017                                     | Climate Change Lansat: 17 martie 2017 Casa de discuri: Mr.305/ Polo Grounds/ RCA Records Format: CD, download digital    |                   |                   |                   |                   |     |                                  |
| "—" arată piese care nu au intrat în top | |                   |                   |                   |                   |     |                                  |

## Compilații
| Anul | Detalii                                                                                | Locul în topuri | Locul în topuri | Locul în topuri | Locul în topuri |
| Anul | Detalii                                                                                | US              | US R&B          | US Rap          | US Indie        |
| ---- | -------------------------------------------------------------------------------------- | --------------- | --------------- | --------------- | --------------- |
| 2005 | Money Is Still a Major Issue - Lansat: 15 moiembri 2005 - Format: CD, download digital | 25              | 4               | 2               | 1               |

### Melodii single
| 2004                                    | "Culo" (feat. Lil Jon)                  | 32  | 45 | 11 | —  | —  | — | — | —  | —    | M.I.A.M.I.                   |
| 2004                                    | "That's Nasty" (feat. Lil Jon)          | —   | —  | —  | —  | —  | — | — | —  | —    | M.I.A.M.I.                   |
| 2004                                    | "Back Up"                               | —   | 86 | —  | —  | —  | — | — | —  | —    | M.I.A.M.I.                   |
| 2004                                    | "Toma" (feat. Lil Jon)                  | 108 | 73 | 21 | —  | —  | — | — | —  | —    | M.I.A.M.I.                   |
| 2004                                    | "Dammit Man"                            | 119 | 58 | —  | —  | —  | — | — | —  | —    | M.I.A.M.I.                   |
| 2005                                    | "Everybody Get Up" (feat. Pretty Ricky) | —   | —  | —  | —  | —  | — | — | —  | —    | Money Is Still a Major Issue |
| 2006                                    | "Bojangles"                             | 91  | 89 | —  | —  | —  | — | — | —  | —    | El Mariel                    |
| 2006                                    | "Ay Chico (Lengua Afuera)"              | 92  | 99 | 19 | —  | —  | — | — | —  | —    | El Mariel                    |
| 2006                                    | "Dime (Remix)" (feat. Ken-Y)            | 116 | —  | —  | —  | —  | — | — | —  | —    | El Mariel                    |
| 2007                                    | "Fuego"                                 | —   | —  | —  | —  | —  | — | — | —  | —    | El Mariel                    |
| 2007                                    | "Tell Me" (feat. Frankie J and Ken-Y)   | —   | —  | —  | —  | —  | — | — | —  | —    | Non-album single             |
| 2007                                    | "Secret Admirer" (feat. Lloyd)          | —   | —  | —  | —  | —  | — | — | —  | —    | The Boatlift                 |
| 2007                                    | "The Anthem" (feat. Lil Jon)            | 36  | —  | 8  | —  | —  | — | — | —  | —    | The Boatlift                 |
| 2008                                    | "Go Girl" (feat. Trina & Young Bo$$)    | 83  | —  | 25 | —  | —  | — | — | —  | —    | The Boatlift                 |
| 2008                                    | "Sticky Icky" (feat. Jim Jones)         | —   | —  | —  | —  | —  | — | — | —  | —    | The Boatlift                 |
| 2008                                    | "Krazy" (feat. Lil Jon)                 | 30  | —  | 11 | —  | 70 | — | — | —  | Gold | Rebelution                   |
| 2009                                    | "I Know You Want Me (Calle Ocho)"       | 2   | 86 | 4  | 4  | 2  | 1 | 6 | 2  | —    | Rebelution                   |
| 2009                                    | "Hotel Room Service"                    | 8   | 85 | 7  | 57 | 23 | — | — | 35 | —    | Rebelution                   |
| "—" denotes releases that did not chart |                                         |     |    |    |    |    |   |   |    |      |                              |

#### Colaborări
| Anul      | Cântec                                                                    | Locul în topuri | Locul în topuri | Locul în topuri | Locul în topuri | Album                            |
| Anul      | Cântec                                                                    | US              | US              | US              | US              | Album                            |
| Anul      | Cântec                                                                    | Hot 100         | R&B             | Rap             | Pop             | Album                            |
| --------- | ------------------------------------------------------------------------- | --------------- | --------------- | --------------- | --------------- | -------------------------------- |
| 2005      | "Shake" (Ying Yang Twins feat. Pitbull)                                   | 41              | 37              | 12              | 28              | U.S.A. (United State of Atlanta) |
| 2005      | "Hit the Floor" (Twista feat. Pitbull)                                    | 94              | 125             | 20              | —               | The Day After                    |
| 2006      | "Holla at Me" (DJ Khaled feat. Lil Wayne, Paul Wall, Rick Ross & Pitbull) | 59              | 24              | 15              | 65              | Listennn... the Album            |
| 2006      | "Born-n-Raised" (DJ Khaled feat. Trick Daddy, Rick Ross &Pitbull)         | —               | 83              | —               | —               | Listennn... the Album            |
| 2008      | "Move Shake Drop" (DJ Laz feat. Flo Rida, Casely & Pitbull)               | 56              | —               | —               | 42              | Category 6                       |
| 2009      | "Feel It" (DJ Felli Fel feat. T-Pain, Sean Paul, Flo Rida & Pitbull)      | —               | —               | 23              | 90              | Go DJ!                           |
| 2009      | "Shooting Star" (David Rush feat. Kevin Rudolf, LMFAO & Pitbull)          | —               | —               | —               | 77              | Feel the Rush Vol. 1             |
| 2009      | "Now I'm That Bitch" (Livvi Franc feat. Pitbull)                          | —               | —               | —               | —               | Underground Sunshine             |
| 2009      | "Outta Control" (Baby Bash feat. Pitbull)                                 | —               | —               | 23              | —               | TBR                              |
| 2010      | ”DJ Got Us Fallin In Love” (Usher feat. Pitbull)                          | -               | -               | -               | -               | Raymond v. Raymond               |
| 2011      | ”On The Floor” (Jennifer Lopez feat. Pitbull)                             | -               | -               | -               | -               |                                  |
| 2011      | "Rabiosa" (Shakira feat. Pitbull)                                         | -               | -               | -               | -               | Sale El Sol                      |
| 2011      | ”Danza Kuduro (Throw Your Hands Up)" (Lucenzo & Qwote feat. Pitbull)      | -               | -               | -               | -               |                                  |
| 2011      | "Suave (Kiss Me)" (Nayer feat. Mohombi & Pitbull)                         | -               | -               | -               | -               |                                  |
| 2011      | "Pass At Me" (Timbaland feat. Pitbull)                                    | -               | -               | -               | 35              |                                  |
| 2011      | "We Run The Night (Remix)" (Havana Brown feat. Pitbull)                   | 26              | -               | -               | 15              | When The Lights Go Out           |
| 2011      | ”U Know It Ain´t Love” (RJ feat. Pitbull)                                 | -               | -               | -               | -               |                                  |
| 2011      | ”I Like How It Feels” (Enrique Iglesias feat. Pitbull & The Wav.s)        | -               | -               | -               | -               |                                  |
| 2012      | ”Rock The Boat” (Bob Sinclar feat. Pitbull Dragonfly & Fatman Scoop)      | -               | -               | -               | -               | Disco Crash                      |
| 2013      | ”Dance Again” (Jennifer Lopez feat. Pitbull)                              | -               | -               | -               | -               |                                  |
| 2013      | ”Live 4 Die 4” (RJ feat. Pitbull)                                         | -               | -               | -               | -               |                                  |
| 2013      | ”Live It Up” (Jennifer Lopez feat. Pitbull)                               | -               | -               | -               | -               |                                  |
| 2013      | "Like A Zombie" (DJ Hidrro feat. Farisha & Pitbull)                       | —               | —               | —               | —               | Dance Your Own Dance             |
| 2013-2014 | ”Habibi I Love You” (Ahmed Chawki feat. Pitbull & Mandinga)               | -               | -               | -               | -               |                                  |
| 2013-2014 | ”Habibi I Love You” (Ahmed Chawki feat. Sophia Del Carmen & Pitbull)      | -               | -               | -               | -               |                                  |
| 2014      | ”Good Time” (Inna feat. Pitbull)                                          | -               | -               | -               | -               | LatINNA                          |
| 2014      | ”Mmm Yeah” (Austin Mahone feat. Pitbull)                                  | -               | -               | -               | -               | The Secret                       |
| 2014      | ”Im A Freak” (Enrique Iglesias feat. Pitbull)                             |                 |                 |                 |                 |                                  |
| 2015      | ”Back It Up” (Prince Royce feat. Jennifer Lopez & Pitbull)                | -               | -               | -               | -               | Double Vision                    |
| 2015      | ”Let Me Be Your Lover” (Enrique Iglesias feat. Pitbull)                   |                 |                 |                 |                 |                                  |
| 2017      | ”Lady” (Austin Mahone feat. Pitbull)                                      | -               | -               | -               | -               | Dirty Work                       |
| 2018      | ”Move To Miami” (Enrique Iglesias feat. Pitbull)                          | -               | -               | -               | -               |                                  |